# Jan Arends (kunstschilder)
Jan Arends (Dordrecht, 11 september 1738 - aldaar, 22 april 1805) was een Nederlands kunstschilder. Hij was de broer van dichter Roelof Arends. Hij was een leerling van Joris Ponse en schilderde landschappen en mariene onderwerpen. Hij werkte vele jaren in Amsterdam en Middelburg, maar keerde uiteindelijk terug naar Dordrecht, waar hij in 1805 stierf. Hij was goed bedreven in perspectief, en beoefende graveren.